# Zak Abel
Zak Abel (* 1. März 1995 in England; eigentlich Zak David Zilesnick) ist ein britischer Sänger und Songwriter.

## Leben
Abels Vater stammte ursprünglich aus Marokko und wanderte später nach Israel aus. Er verstarb, als Abel 12 Jahre alt war. Seine Mutter ist Engländerin. Er wuchs in Hendon auf und besuchte die Mathilda Marks-Kennedy School. Er ist Absolvent der University College School in Hampstead, die er 2013 verließ. Danach zog er nach London Borough of Hackney. Der jüdische Abel lebt seit Ende 2017 vegan. Darüber hinaus bezeichnete er sich in einem Interview selbst als Feminist und kritisiert die in vielen Religionen gängige Praxis, dass für Frauen andere, meist strengere Regeln gelten, als für Männer. Während seiner Schulzeit war er ein erfolgreicher Tischtennisspieler. Abel wohnte, um den Sport im Profibereich ausüben zu können, einige Zeit in Frankreich, kehrte dem Sport dann aber aufgrund des andauernden Konkurrenzkampfes den Rücken.

## Karriere
2014 steuerte er einen Gesangsbeitrag zum Gorgon-City-Album Unmissable bei. Nach der Veröffentlichung von Singles begann er ab 2016 mit den Arbeiten für sein Debütalbum Only When We're Naked, das am 6. Oktober 2017 erschien. Das Album erreichte Platz 100 der UK Albums Charts. Die 2018 veröffentlichte Single Love Song wurde für die Werbung des internationalen Musikstreaming-Dienstes Deezer verwendet.
Er steht aktuell beim Plattenlabel Atlantic Records unter Vertrag.

## Diskografie

### Alben
- 2017: Only When We’re Naked (Atlantic Records)

### EPs
- 2015: Joker presents Zak Abel (Atlantic Records)
- 2015: One Hand On The Future (Atlantic Records)

### Singles
- 2014: These Are the Days
- 2015: Wise Enough
- 2015: Say Sumthin
- 2015: Beautiful Escape (Tom Misch feat. Zak Abel, UK: Silber)[9]
- 2016: Everybody Needs Love
- 2017: Unstable
- 2017: Rock Bottom (feat. Wretch 32)
- 2017: All I Ever Do (Is Say Goodbye)
- 2017: Only When We’re Naked
- 2017: The River
- 2018: Love Song
- 2018: You Come First (feat. Saweetie)
- 2019: The Power (feat. Duke Dumont)
- 2020: Sad in Scandinavia (feat. SeeB)